# Omar Agrebi
Pour les articles homonymes, voir Agrebi.
Omar Agrebi, né le 26 août 1992 à Sfax, est un joueur tunisien de volley-ball. Il mesure 2,05 m et joue au poste de central.
Il prend part au tournoi qualificatif aux Jeux olympiques d'été de 2012 avec l'équipe de Tunisie.

## Clubs
- ?-2012 : Union sportive des transports de Sfax ( Tunisie)
- depuis 2012 : Club sportif sfaxien ( Tunisie)

## Palmarès

### Équipe nationale
- Championnat d'Afrique des moins de 21 ans
  -  Vainqueur en 2010 ( Libye)
- Championnat arabe des moins de 19 ans
  -  Vainqueur en 2009 ( Liban)
- 6e au championnat du monde cadet 2009 ( Italie)

### Clubs
- Championnat du monde des clubs
  - 5e en 2013 ( Brésil)
- Coupe arabe des clubs champions
  -  Vainqueur en 2013 ( Liban)
- Championnat de Tunisie
  -  Vainqueur en 2013

### Autres
- Vainqueur du Tournoi international de Bani Yas en 2012 ( Émirats arabes unis)